# مسجد خمیس
مسجد خمیس به عربی (مسجد الخمیس) نام مسجدی تاریخی در کشور پادشاهی بحرین است، و از نقاط دیدنی بحرین به‌شمار می‌آیند. این مسجد در استان شمالی بحرین واقع می‌باشد. «مسجد الخمیس» یکی قدیمی‌ترین بناهای اسلامی در این کشور است.
تاریخ بنای این صرح معماری اسلامی به سدهٔ اول هجری قمری بر می‌گردد. گویند این مسجد در دوران خلافت خلیفهٔ اموی عمر بن عبدالعزیز ساخته شده‌است.

## وجه تسمیت
وجه تسمیه مسجد مذکور به مسجد خمیس به «منطقهٔ الخمیس» نسبت داده‌اند که مسجد مذکور در آن ساخته شده‌است. بنابراین «مسجد الخمیس» نامگذاری کرده‌اند. منطقهٔ باستانی «الخمیس» مابین ستره و رفاع واقع شده‌است.

## مناره‌های مسجد خمیس
مسجد خمیس دارای دو مناره است. منارهٔ غربی مسجد چنان‌که از سنگ نبشته‌ای که با خط کوفی نوشته شده‌است و در مدخل ورودی آن وجود دارد، نشان می‌دهد که این مناره در نیمهٔ دوم قرن یازده هم میلادی توسط شخصی بنام ابی سنان محمد بن الفضل عبدالله سومین حکمران از قبیلهٔ العوینیین ساخته شده‌است.
اما منارهٔ دوم مسجد در قرن شانزده هم میلادی به مسجد اضافه شده‌است. مسجد خمیس باشکلی جذاب از فن معماری اسلامی ساخته شده‌است، ازآثار باقی‌مانده ستون‌ها، رواق‌ها و اقواص مداخل ومخارج از تزیین گچبری خاصی برخوردار بوده‌است. همچنین قسمتی از سقف مسجد نیز از تنهٔ درخت خرما استفاده نموده بوده‌اند. قسمت غربی مسجد مدرسه علوم دینی وشرعی بوده، علماء علوم شرعی، فقه، حدیث، نحو و مسائل دینی ودنیوی به کودکان تعلیم می‌داده‌اند. همچنین قبرستانی در گوشه‌ای از صحن خارجی مسجد وجود دارد که به نظر می‌رسد این قبرستان متعلق به علماء این مدرسه بوده که در آنجا مدفون شده‌اند. وهمانطور که معلوم مردن بحرین توسط العلاء بن الحضرمی که فرستاد هٔ پیبغمبر برسر مردم بوده، بدون جنگ به اسلام گرویده‌اند.

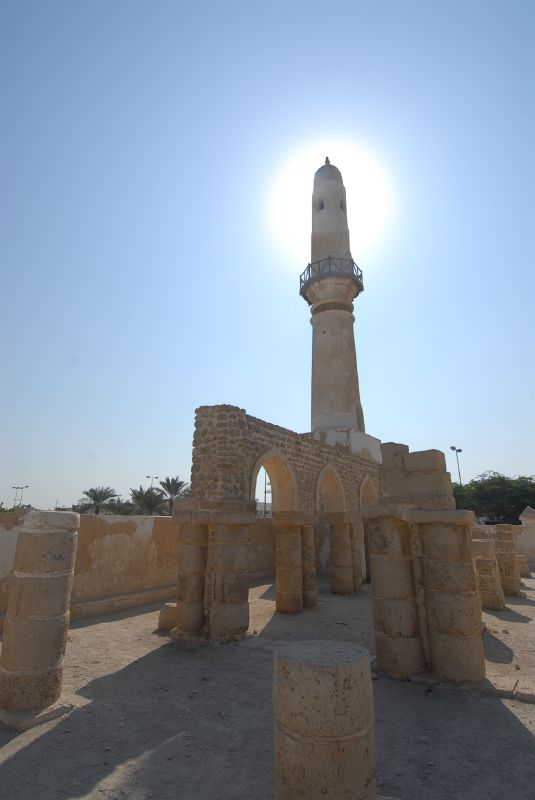
نمایی از منارهٔ مسجد تاریخی الخمیس در بحرین - ۲۰۰۷